# ふたりの部屋
『ふたりの部屋』（ふたりのへや）はNHK-FM放送で1978年11月20日から1985年3月29日まで放送されていたラジオドラマ番組である。
女性向けの番組であり、男女のメイン出演者で構成された。

## 放送時間
| 期間                          | 放送時間                      |
| ----------------------------- | ----------------------------- |
| 1978年11月20日 - 1982年4月2日 | 月曜日 - 金曜日 23:05 - 23:15 |
| 1982年4月5日 - 1983年4月1日   | 月曜日 - 金曜日 23:00 - 23:15 |
| 1983年4月4日 - 1985年3月29日  | 月曜日 - 金曜日 22:45 - 23:00 |

## 作品一覧
再放送は省略。

### 1978年
| 開始日   | タイトル                 | 作・原作                       | 回数   |
| -------- | ------------------------ | ------------------------------ | ------ |
| 11月20日 | 銀河鉄道999              | 松本零士                       | 全10回 |
| 12月4日  | ダイヤを抱いて地獄へ行け | ジェームズ・ハドリー・チェイス | 全15回 |

### 1979年
| 開始日   | タイトル                                      | 作・原作           | 回数   |
| -------- | --------------------------------------------- | ------------------ | ------ |
| 1月15日  | 虫づくし                                      | 別役実             | 全10回 |
| 1月29日  | ビリー・ホリディ自叙伝「奇妙な果実」          | ビリー・ホリディ   | 全10回 |
| 2月12日  | さだまさしとともに                            | 宮下康仁           | 全5回  |
| 2月19日  | 探偵をさがせ                                  | パット・マガー     | 全10回 |
| 3月5日   | 青年は荒野をめざす                            | 五木寛之           | 全20回 |
| 4月2日   | ある愛の詩                                    | エリック・シーガル | 全15回 |
| 4月23日  | プシキャット翔んでも大冒険                    | 新井素子           | 全10回 |
| 5月7日   | 青年は荒野をめざす PART2                      | 五木寛之           | 全20回 |
| 6月4日   | 谷山浩子のみちのく放浪                        | 小林和夫           | 全5回  |
| 6月11日  | 続・ある愛の詩                                | エリック・シーガル | 全15回 |
| 7月2日   | ろまん・トリスタンとイゾルデ                  | 石堂淑朗           | 全10回 |
| 7月16日  | 子供にしてあげなかったお話                    | 岸田今日子         | 全5回  |
| 8月20日  | アジアの民話                                  |                    | 全10回 |
| 9月3日   | 星の手帳                                      | 井上頌一           | 全10回 |
| 9月17日  | 十二人の手紙                                  | 井上ひさし         | 全10回 |
| 10月1日  | 虫明亜呂無短編集                              | 虫明亜呂無         | 全10回 |
| 10月15日 | 拝啓名探偵殿                                  | 藤原宰太郎         | 全10回 |
| 10月29日 | ジェームス・ディーン青春に死す                | ジョン・ハウレット | 全10回 |
| 11月12日 | 親不幸のすすめ                                | 小峰元             | 全10回 |
| 11月19日 | 松山千春とともに                              |                    | 全5回  |
| 11月26日 | 友よ又逢おう                                  | 片岡義男           | 全10回 |
| 12月10日 | 山鬼とはたれのたましいですろうか 土佐方言詩集 | 片岡文雄           | 全5回  |
| 12月17日 | もしかすると愛                                | 松原三和子         | 全5回  |
| 12月24日 | 12月の馬                                      | 井田敏             | 全10回 |

### 1980年
| 開始日   | タイトル                       | 作・原作           | 回数   |
| -------- | ------------------------------ | ------------------ | ------ |
| 1月7日   | サングラスの少女               | 自切俳人           | 全10回 |
| 1月21日  | ジャズ・カントリー             | ナット・ヘントフ   | 全10回 |
| 2月4日   | 夜あけのさよなら               | 田辺聖子           | 全10回 |
| 2月18日  | たべもの紀行                   |                    | 全10回 |
| 3月3日   | 破壊せよ、とアイラーは言った   | 中上健次           | 全5回  |
| 3月10日  | アーウィン・ショー短編集       | アーウィン・ショー | 全10回 |
| 3月24日  | 純潔夫婦                       | 畑正憲             | 全10回 |
| 4月7日   | チャンピオン                   | 谷村新司           | 全10回 |
| 4月21日  | 拝啓名探偵殿 PART2             | 藤原宰太郎         | 全10回 |
| 5月5日   | わたしの宝塚                   | 杉本守             | 全10回 |
| 5月19日  | 続・たべもの紀行               |                    | 全10回 |
| 6月2日   | こんな女と暮らしてみたい       | 高橋三千網         | 全10回 |
| 6月16日  | ジャニス・ジョプリンストーリー |                    | 全10回 |
| 6月30日  | ファウスト君                   | 北村想             | 全10回 |
| 7月14日  | サテンの夜                     | 丸山健二           | 全5回  |
| 7月21日  | 敗者復活戦                     | 柳ジョージ         | 全10回 |
| 9月1日   | 子守唄では眠られない           | 連城三紀彦         | 全10回 |
| 9月15日  | サラダの日々                   | 長田弘             | 全10回 |
| 9月29日  | 食べられた男                   | 阿刀田高           | 全10回 |
| 10月13日 | みちのく音楽夜話 男と女        |                    | 全5回  |
| 10月20日 | 三宅榛名の音楽星雲ジグザグ旅行 | 三宅榛名           | 全5回  |
| 10月27日 | スローなブギにしてくれ         | 片岡義男           | 全5回  |
| 11月3日  | 森田公一の青春白書             | 加藤直             | 全10回 |
| 11月17日 | 告白的青春論                   | 丸山健二           | 全10回 |
| 12月1日  | 沖縄からのメッセージ           |                    | 全5回  |
| 12月8日  | 風船の使者のまち               | 中村草田男         | 全5回  |
| 12月15日 | 北の道化師たち                 | 高橋揆一郎         | 全5回  |
| 12月22日 | かわいい女                     | 井田敏             | 全5回  |

### 1981年
| 開始日   | タイトル                                                   | 作・原作             | 回数   |
| -------- | ---------------------------------------------------------- | -------------------- | ------ |
| 1月5日   | ぼくのパパはビートルズだったの? レノンにささげるレクイエム | 加藤直               | 全5回  |
| 1月12日  | うたのある肖像画                                           | 岡本一彦             | 全10回 |
| 1月26日  | ノンちゃんの冒険                                           | 柴田翔               | 全10回 |
| 2月2日   | ポートピアの灯                                             | 佐久間崇             | 全10回 |
| 2月16日  | 娘と私の時間                                               | 佐藤愛子・三浦哲郎   | 全10回 |
| 2月23日  | 林檎とパイプ                                               | 三浦哲郎             | 全5回  |
| 3月9日   | 私説聊斎志異                                               | 安岡章太郎           | 全10回 |
| 3月23日  | 対人カメレオン症                                           | 横田順彌             | 全5回  |
| 3月30日  | 平家物語より愛をこめて                                     | 松原三和子           | 全5回  |
| 4月6日   | わが愛の讃歌 エディット・ピアフ自伝                        | エディット・ピアフ   | 全10回 |
| 4月20日  | ジョンとメリー                                             | マービン・ジョーンズ | 全10回 |
| 5月4日   | おれたちの行進曲                                           | 有明夏夫             | 全20回 |
| 6月1日   | ミッドナイト・タクシー・ドライバー                         | 岩城義孝             | 全10回 |
| 6月15日  | フレンズ                                                   | ルイス・ギルバート   | 全10回 |
| 6月29日  | 夏の朝夢を見てしまった                                     | 眉村卓               | 全10回 |
| 7月13日  | クラリネット・プラス・ワン                                 | 勝見守利             | 全10回 |
| 8月31日  | 炎のように火のように                                       | 長嶺ヤス子           | 全10回 |
| 9月14日  | ラブレター                                                 | 佐々木守             | 全10回 |
| 9月28日  | 恋の標本集                                                 |                      | 全5回  |
| 10月5日  | さらば国分寺書店のオババ                                   | 椎名誠               | 全10回 |
| 10月19日 | 男と女の殺人百科                                           | 都筑道夫             | 全5回  |
| 10月26日 | 紫色の時差                                                 | ユング・ホルツ       | 全10回 |
| 11月2日  | お伽の国の社会人                                           | 尾辻克彦             | 全10回 |
| 11月16日 | エアーメイル・スペシャル                                   | 久保田早紀           | 全5回  |
| 11月23日 | 壜の中のメッセージ                                         | 山川健一             | 全10回 |
| 12月7日  | 芦田容子と5人の若者                                        |                      | 全5回  |
| 12月14日 | ながい顔のボーイフレンド                                   | 高橋三千綱           | 全5回  |

### 1982年
| 開始日   | タイトル                                        | 作・原作     | 回数   |
| -------- | ----------------------------------------------- | ------------ | ------ |
| 1月4日   | SFアラカルト 矢野徹の世界                       | 矢野徹       | 全5回  |
| 1月11日  | 夢の10分間                                      | 豊田有恒     | 全10回 |
| 1月25日  | アイム・アン・エンジェル                        | 田中理恵     | 全5回  |
| 2月1日   | 春一番が吹くまで                                | 川西蘭       | 全10回 |
| 2月15日  | 雪の子守唄                                      | 高谷信之     | 全10回 |
| 3月8日   | 真説・動物学大系                                | 別役実       | 全10回 |
| 3月22日  | マンハッタン・ストーリー                        | 森治美       | 全5回  |
| 3月29日  | 中国路SFアドベンチャー                          | 岡本一彦     | 全5回  |
| 4月5日   | メキシコからの手紙                              | 黒沼ユリ子   | 全10回 |
| 4月19日  | 明日こそ鳥は羽ばたく                            | 河野典生     | 全10回 |
| 5月3日   | さすらいのアメリカ                              | 東理夫       | 全10回 |
| 5月17日  | 気分はだぼだぼソース 日本の異様な結婚式について | 椎名誠       | 全10回 |
| 5月31日  | 俺の歌を聞いてくれ                              | 高橋忠史     | 全5回  |
| 6月7日   | ショージ君の青春記                              | 東海林さだお | 全10回 |
| 6月21日  | 魔のバイオリン                                  | 佐々木庸一   | 全10回 |
| 7月5日   | 12の星座の物語                                  | 流智明       | 全10回 |
| 7月19日  | カヌー野郎のロンリーツアー                      | 野田知佑     | 全10回 |
| 8月30日  | サムとデコの夢十夜                              | 串田和美     | 全10回 |
| 9月13日  | スペインから                                    | 倉田美和子   | 全5回  |
| 9月20日  | 遠くて近い青春                                  | 伊藤海彦     | 全5回  |
| 9月27日  | 初恋の人探します                                | 小池康生     | 全10回 |
| 10月11日 | むさしのサラリーマン戦記                        | かんべむさし | 全5回  |
| 10月18日 | ぶどうぱんすとうりい                            | 塩田千種     | 全5回  |
| 10月25日 | ぼくは鳥になった                                | 島野広幸     | 全5回  |
| 11月1日  | 人生はデーヤモンド                              | 篠原勝之     | 全5回  |
| 11月8日  | 純文学の素                                      | 赤瀬川原平   | 全5回  |
| 11月15日 | 星新一のショートショート                        | 星新一       | 全10回 |
| 11月29日 | 折紙宇宙船の伝説                                | 矢野徹       | 全5回  |
| 12月13日 | ひとめあなたに                                  | 新井素子     | 全10回 |

### 1983年
| 開始日   | タイトル                                    | 作・原作       | 回数   |
| -------- | ------------------------------------------- | -------------- | ------ |
| 1月4日   | 蒼い時                                      | 山口百恵       | 全15回 |
| 1月24日  | ミッドナイト・ブルース                      | 井田敏         | 全5回  |
| 1月31日  | ピアニストを二度笑え!                       | 山下洋輔       | 全5回  |
| 2月7日   | じゃがいもの花が咲いたよ                    | みつはしちかこ | 全10回 |
| 2月21日  | 旅に唄あり 襟裳岬                           | 岡本おさみ     | 全5回  |
| 3月7日   | サハラとわたしとオートバイ                  | 堀ひろ子       | 全5回  |
| 3月14日  | エンコの六                                  | サトウハチロー | 全10回 |
| 3月28日  | トゥー・ラブ・アゲイン                      | 森治美         | 全5回  |
| 4月4日   | わんぱくサムの二都物語                      | 都倉俊一       | 全10回 |
| 4月18日  | 幻のギター                                  | 東理夫         | 全10回 |
| 5月2日   | 不眠症諸君                                  | なだいなだ     | 全5回  |
| 5月9日   | オレの愛するアタシ                          | 筒井広志       | 全5回  |
| 5月16日  | ピアノ・マン ビリー・ジョエル・ファンタジー | 佐藤信         | 全10回 |
| 5月30日  | 日本みらい話                                | 能勢紘也       | 全5回  |
| 6月6日   | ザイルの二人                                | 鴨満則・鴫秋子 | 全10回 |
| 6月20日  | フライト・オン・フライト                    | 川本旗子       | 全5回  |
| 6月27日  | 巴里ワンワン物語                            | 清浦千鶴子     | 全5回  |
| 7月4日   | 12の星座の物語 PART2                        | 流智明         | 全10回 |
| 7月18日  | 汎気候学講義                                | 鶉野昭彦       | 全5回  |
| 8月29日  | エライヤッチャ・ヨサコイ・ヨヨイノヨイ      | 橘高幸三       | 全5回  |
| 9月5日   | 二分割幽霊奇譚                              | 新井素子       | 全10回 |
| 9月19日  | 大空へ飛びだせ                              | 森春樹         | 全5回  |
| 9月26日  | 時のない国その他の国                        | 津山紘一       | 全10回 |
| 10月11日 | 阿刀田高ショート・ショート                  | 阿刀田高       | 全5回  |
| 10月17日 | 銀座の恋の物語                              |                | 全5回  |
| 10月24日 | ぶどうぱん・すとうりい                      | 塩田千種       | 全5回  |
| 10月31日 | 6色のクレヨンの島                           | 一森和生       | 全5回  |
| 11月7日  | 走る歌                                      | 伊藤海彦       | 全5回  |
| 11月14日 | 眉村卓ショートショート                      | 眉村卓         | 全5回  |
| 11月21日 | 現代四国タヌキ会議                          | 和田良誉       | 全5回  |
| 11月28日 | ちはやふる奥の細道                          | 小林信彦       | 全10回 |
| 12月12日 | ジャガイモ的人間 教養講座                   | たちひろし     | 全5回  |
| 12月19日 | 近未来物語五夜 ゲゼルシャフト               | 筒井康隆       | 全5回  |

### 1984年
| 開始日   | タイトル                                              | 作・原作   | 回数   |
| -------- | ----------------------------------------------------- | ---------- | ------ |
| 1月4日   | 草のかんむり                                          | 伊井直行   | 全8回  |
| 1月16日  | もう一つのふたりの部屋                                | 田中理絵   | 全5回  |
| 1月23日  | 街よ、おまえは女だ                                    | 沖田騒児   | 全5回  |
| 1月30日  | 喜田嶋隆短編集                                        | 喜田嶋隆   | 全5回  |
| 2月6日   | オウジとKの物語                                       | 北村想     | 全10回 |
| 2月20日  | 夢喰い男のリクエスト・カード1984                      | 見延典子   | 全5回  |
| 2月27日  | 殺意の風景                                            | 宮脇俊三   | 全5回  |
| 3月12日  | 花より結婚きびダンゴ                                  | 林真理子   | 全10回 |
| 3月26日  | 洒落た関係                                            | 青木雨彦   | 全5回  |
| 4月2日   | 美人物語                                              | 片岡義男   | 全10回 |
| 4月16日  | 三枝の笑ってトゥナイト!! 桂三枝 爆笑落語大全集        | 桂三枝     | 全10回 |
| 4月30日  | 浅川マキの幻の男たち                                  | 浅川マキ   | 全10回 |
| 5月14日  | アラビアン・ナイトを楽しむために                      | 阿刀田高   | 全10回 |
| 5月28日  | ドゥ・ユー・ラブ・ミー                                | 久保田早紀 | 全5回  |
| 6月4日   | サンタのいる空                                        | 山川健一   | 全10回 |
| 6月11日  | 中部横断 鈍行列車の旅                                 | 朝比奈尚行 | 全10回 |
| 6月25日  | 十二の星座の物語                                      | 流智明     | 全10回 |
| 7月9日   | 別役実の道具箱と如月小春の玩具箱                      |            | 全10回 |
| 7月23日  | 二人だけの珊瑚礁                                      | 田中光二   | 全5回  |
| 7月30日  | 赤糸で縫いとじられた物語                              | 寺山修司   | 全5回  |
| 9月3日   | ほろ酔い行進曲                                        | 加藤登紀子 | 全10回 |
| 9月17日  | 祭・夢十夜                                            | 東理夫     | 全10回 |
| 10月1日  | 絶句                                                  | 新井素子   | 全10回 |
| 10月15日 | 親せき一同集まりまして                                | 松坂礼子   | 全5回  |
| 10月22日 | ウホッホ探検隊                                        | 干刈あがた | 全10回 |
| 11月12日 | 殺意の風景                                            | 宮脇俊三   | 全5回  |
| 11月19日 | 寂しければ… 吉井勇と土佐の妖怪                        |            | 全10回 |
| 11月26日 | ネバーランドで今夜 マイケル・ジャクソン・ファンタジー | 佐藤信     | 全10回 |
| 12月10日 | まな板の恋                                            | 高平哲郎   | 全5回  |

### 1985年
| 開始日  | タイトル                                           | 作・原作   | 回数   |
| ------- | -------------------------------------------------- | ---------- | ------ |
| 1月7日  | 12の星座の物語 PART4                               | 流智明     | 全10回 |
| 1月21日 | テレホン・トラブル・ショッキング 300万円プレゼント | 柳瀬裕子   | 全5回  |
| 1月28日 | ○金○ビの構造と力                                   | 渡辺和博   | 全5回  |
| 2月4日  | カルチャー戦争                                     | 豊田有恒   | 全5回  |
| 2月11日 | グリーン・レクイエム                               | 新井素子   | 全5回  |
| 2月18日 | 夜のヒューマン・グラフィティ                       |            | 全10回 |
| 3月4日  | さようなら、ギャングたち                           | 高橋源一郎 | 全10回 |
| 3月25日 | さらばふたりの部屋                                 |            | 全5回  |

## 番組の現存状況
2021年の時点で「青年は荒野をめざす」・「サングラスの少女」・「スローなブギにしてくれ」・「わが愛の讃歌」・「ショージ君の青春期」・「ひとめあなたに」・「蒼い時」・「オウジとKの物語」・「花より結婚きび団子」・「浅川マキの幻の男たち」・「さよならギャングたち」等の一部放送回がNHKアーカイブスに保存されていないを公表している。